# Oriol Cardona Coll
Oriol Cardona Coll (Banyoles, Pla de l'Estany, 7 d'octubre de 1994) és un esquiador d'esquí alpí i corredor de muntanya català.
Fill de Joan Cardona Tarrés i Dolors Coll, l'esportista que ha estat integrant del G.N.A i del Club Natació Banyoles i del Ski Club Camprodon, integrant a la selecció espanyola d'esquí de muntanya des del 2010, va assumir el lideratge de l’esquí de muntanya català després que el febrer del 2022 es convertís en campió d'Europa d'esquí de muntanya, després de conseguir el primer lloc al campionat europeu de Boí-Taüll. Anteriorment, però, el 2016 ja s'havia convertit en campió de Catalunya d'esquí de muntanya individual, després d'imposar-se en el Campionat de Catalunya d'Esquí de Muntanya Individual disputat a Els Angles (Capcir) en el marc de la 'Traça Catalana', i el 2019 en triple campió d'Espanya d'Esquí de Muntanya, en tres modalitats: 'sprint', vertical i individual, a l'Estació d'esquí Boí-Taüll, on es celebraren els Campionats d'Espanya d'Esquí de Muntanya. Cardona ha estat també campió de la mítica cursa de muntanya de l'Olla de Núria en tres ocasions de la seva història recent, els anys 2018, 2019 i 2022.